# Kaeng Krachan
Kaeng Krachan je největší národní park v Thajsku, leží na severním konci Malajského poloostrova. Pokrývá jej hustý lesní porost a žije zde dokonce malá populace tygra. Park je vzdálen 60 km od Phetchaburi. Atrakcí je tu například osmnáctistupňový vodopád Tho Thip. Nejvhodnější pro návštěvu je období od listopadu do května, protože v jiných měsících je průchod zdejším pralesem velmi obtížný. V červenci 2021 byl společně s dalšími okolními chráněnými územími zapsán na seznam světového přírodního dědictví UNESCO pod společnou položkou Lesní komplex Kaeng Krachan.